# (7295) Brozovic
(7295) Brozovic es un asteroide perteneciente al cinturón de asteroides, región del sistema solar que se encuentra entre las órbitas de Marte y Júpiter, descubierto el 22 de junio de 1992 por Seiji Ueda y el astrónomo Hiroshi Kaneda desde el Kushiro Marsh Observatory, Hokkaido, Japón.

## Designación y nombre
Designado provisionalmente como 1992 MB. Fue nombrado  por Marina Brozovic (n. 1971), científica sénior del Laboratorio de Propulsión a Chorro (JPL), quien utilizó los radares Goldstone y Arecibo para observar objetos cercanos a la Tierra y luego deriva modelos de forma de radar y estados de rotación para estos objetos. También participa activamente en el refinamiento de las órbitas de algunos de los satélites naturales del sistema solar.

## Características orbitales
Brozovic está situado a una distancia media del Sol de 2,251 ua, pudiendo alejarse hasta 2,611 ua y acercarse hasta 1,891 ua. Su excentricidad es 0,160 y la inclinación orbital 4,691 grados. Emplea 1233,55 días en completar una órbita alrededor del Sol.

## Características físicas
La magnitud absoluta de Brozovic es 13,86. 